# Thai nyelv
A thai nyelv régi nevén sziámi nyelv (thaiul ภาษาไทย, átírás: phasa thai; IPA: [pʰaːsaːtʰaj]) Thaiföld nemzeti és hivatalos nyelve, valamint a thai nép anyanyelve. A nyelv a thai nyelvek közé, a kam-thai nyelvcsalád egyik ágába tartozik. Ezen nyelvcsalád alapnyelvét feltehetően a mai Kína déli részén beszélhették, és néhány nyelvész az ausztronéz nyelvcsalád rokonának tekinti. A thai tonális és analitikus nyelv. A tonalitás, a bonyolult írás és a különleges hangtan nehézzé teszi megtanulását azok számára, akik nem ismerik egyetlen rokonát sem. Jelenleg 60-65 millió fő beszéli világszerte.

## A thai tónusok
A thai nyelv egyik jellemzője az ötféle tónus, amelyek jelentéseket különböztetnek meg (a hasonló hangzású magyar megfelelőket lásd ott). Ezek hagyományos sorrendje: normál, mély, eső, magas, emelkedő; az alábbiakban az átírási jeleik is szerepelnek (az ’a’ a szótag átírását jelöli).
| Tónus                 | Hangfekvése                                                                                             | Jele               | Jele                                   | Jele                                                              |
| Tónus                 | Hangfekvése                                                                                             | a magyar átírásban | az angol átírásban (az előbbi mellett) | közepes tónusú mássalhangzót tartalmazó nyílt szótagban a thaiban |
| --------------------- | --- | ------------------ | -------------------------------------- | ----------------------------------------------------------------- |
| normál                | változatlan a szótagban végig                                                                           | a vagy ā           | aM                                     |                                                                   |
| mély                  | alacsony, illetve enyhén ereszkedő fekvésű, de az utóbbi esetben is a normálnál mélyebb fekvésből indul | à                  | aL                                     | ่                                                                  |
| eső (vagy ereszkedő)  | minimális emelkedéssel indul, majd hallhatóan lezuhan                                                   | â                  | aF                                     | ้                                                                  |
| magas                 | nevével ellentétben enyhén emelkedőnek hangzik, de a közepes hangfekvésnél magasabbról indul            | á                  | aH                                     | ๊                                                                  |
| emelkedő (vagy kérdő) | egy minimális ereszkedés után a legalsó pozícióból halad meredeken felfelé                              | ǎ                  | aR                                     | ๋                                                                  |

Bővebb leírás, grafikon a hanglejtésről, hangminták: Thai Language Tones